# Biblioteca comunale Guglielmo Marconi
La Biblioteca comunale Guglielmo Marconi è la biblioteca pubblica civica di Viareggio, con sede presso il Palazzo delle Muse. Il patrimonio librario è composto da circa 70.000 volumi, in parte provenienti da donazioni, tra le quali quella del maestro Luigi Campolieti (2.500 opere) e di Krimer (1.500 opere).

## Storia
Il 14 dicembre 1883 la Società di Mutuo Soccorso fra gli operai e i marinai  comunicò l'intenzione di fondare una Biblioteca Circolante per l'educazione delle classi operaie. Chiese a questo scopo di poter avere i libri dell’ex “Biblioteca di San Francesco” dei Padri Serviti, che erano stati incamerati dal comune dopo l'Unità d'Italia, ma inizialmente la richiesta non fu accolta.
Fu solo alla fine del 1884 che l'idea si poté concretizzare.
Nel 1891 la Biblioteca Circolante fu accorpata alla Biblioteca della Scuola Tecnica e sorse così la Biblioteca Popolare aggregata alla Scuola Tecnica, ospitata nella sede municipale.
Nel 1909 la biblioteca ottenne il riconoscimento del Ministero della Pubblica Istruzione.
La biblioteca subì vari trasferimenti e nel 1934 fu chiusa al pubblico, fino al 1939, anno in cui il comune acquistò Palazzo delle Muse, già sede dell'ex Ospizio Marino, e la trasferì in alcuni locali del piano terra.
Il 7 marzo 1942 fu intitolata a Guglielmo Marconi
Nel 1959 il consiglio comunale approvò il regolamento generale della biblioteca.
Dal 1962 al 1966 la biblioteca gestì anche un posto di lettura nel parco cittadino Pineta di Ponente.